# جک جانسون (هنرپیشه)
جک جانسون (انگلیسی: Jack Johnson؛ زادهٔ ۷ آوریل ۱۹۸۷) یک هنرپیشه، و نوازنده اهل ایالات متحده آمریکا است. وی بین سال‌های ۱۹۹۳ تا ۲۰۰۴ میلادی فعالیت می‌کرد.